# Linde Faas
Linde Faas (1985) is een Nederlands kunstenares, maker van animatiefilms en kinderboekenillustrator. Ook maakte ze eigen prentenboeken. Faas woont en werkt in Noorwegen.

## Opleiding en werk
Faas groeide op in Driebergen. Ze studeerde in 2008 cum laude af aan de kunstacademie St. Joost in Breda, in de richting animatie. Haar afstudeerfilm Volgens de vogels werd door haar opleiding met de St. Joostpenning bekroond. Verder won ze met deze film de eerste prijs in de Competitie Studentenfilms voor Nederland en België op het Holland Animation Film Festival.
Faas is onder meer de vaste illustrator van kinderboekenschrijver Pieter Koolwijk. Zijn kinderboek Gozert, met illustraties van Faas, won in 2021 de Gouden Griffel. Zelf won ze in 2022 een Bronzen Griffel voor Waar is Grote Broer? en een Bronzen Penseel voor haar illustraties bij het kinderboek Jij mag alles zijn van Griet Op den Beeck.

## Prijzen (selectie)
- Bronzen Griffel 2022, voor Waar is Grote Broer?, 2021
- Bronzen Penseel 2022, voor illustraties bij Jij mag alles zijn (Uitgeverij Prometheus)
- Eerste prijs Competitie Studentenfilms, HAFF, 2008
- St. Joostpenning, 2008

- Bibliothèque nationale de France: cb167864817 (data)
- Gemeinsame Normdatei: 1032062207
- International Standard Name Identifier: 0000 0003 9267 6851
- Nationale Bibliotheek van Tsjechië: osd2014849288
- Virtual International Authority File: 286779814